# 猿の惑星シリーズの登場人物
アーサー・P・ジェイコブス製作のSF映画『猿の惑星』シリーズ（『猿の惑星』『続・猿の惑星』『新・猿の惑星』『猿の惑星・征服』『最後の猿の惑星』）の登場人物の一覧。『猿の惑星』の原作となったピエール・ブールによるSF小説『猿の惑星』や2001年の映画『PLANET OF THE APES/猿の惑星』などは扱わない。

## 登場作品とキャスト
キャストの括弧内は日本語吹き替え。
| 登場人物                             | 猿の惑星 （1968年）                                   | 続・猿の惑星 （1970年）                                              | 新・猿の惑星 （1971年）                             | 猿の惑星・征服 （1972年）                     | 最後の猿の惑星 （1973年）                     |
| ヒト                                 | ヒト                                                  | ヒト                                                                 | ヒト                                                | ヒト                                          | ヒト                                          |
| ------------------------------------ | ----------------------------------------------------- | -------------------------------------------------------------------- | --------------------------------------------------- | --------------------------------------------- | --------------------------------------------- |
| ジョージ・テイラー大佐               | チャールトン・ヘストン （納谷悟朗）                   | チャールトン・ヘストン （納谷悟朗）                                  |                                                     |                                               |                                               |
| ジョン・クリストファー・ブレント少佐 |                                                       | ジェームズ・フランシスカス （井上孝雄/井上孝雄〈追加吹替：牛山茂〉） |                                                     |                                               |                                               |
| ノヴァ                               | リンダ・ハリソン （酒井環）                           | リンダ・ハリソン （平井道子/江本はつみ）                             |                                                     |                                               |                                               |
| ルイス・ディクソン博士               |                                                       |                                                                      | ブラッドフォード・ディルマン （市川治〈内田夕夜〉） |                                               |                                               |
| スティービー・ブラントン博士         |                                                       |                                                                      | ナタリー・トランディ （弥永和子）                   |                                               |                                               |
| アルマンド                           |                                                       |                                                                      | リカルド・モンタルバン （仁内達之）                 | リカルド・モンタルバン （中村正）             |                                               |
| オットー・ハスライン博士             |                                                       |                                                                      | エリック・ブレーデン （中田浩二〈唐沢龍之介〉）     |                                               |                                               |
| ブレック                             |                                                       |                                                                      |                                                     | ドン・マレー （田口計〈篠塚勝〉）             |                                               |
| マクドナルド (兄)                    |                                                       |                                                                      |                                                     | ハリー・ローズ （小林清志）                   |                                               |
| コルプ                               |                                                       |                                                                      |                                                     | サーバーン・ダーデン （千葉耕市〈竹本和正〉） | サーバーン・ダーデン （千葉耕市〈竹本和正〉） |
| マクドナルド (弟)                    |                                                       |                                                                      |                                                     |                                               | オースティン・ストーカー （小林清志）         |
| チンパンジー                         |                                                       |                                                                      |                                                     |                                               |                                               |
| コーネリアス                         | ロディ・マクドウォール （山田康雄/近石真介/富山敬）   | デイヴィッド・ワトソン （山田康雄/富山敬）                           | ロディ・マクドウォール （山田康雄〈多田野曜平〉）   |                                               |                                               |
| ジーラ博士                           | キム・ハンター （中村メイ子）（楠トシエ）（平井道子） | キム・ハンター （中村メイ子）（楠トシエ）（平井道子）                | キム・ハンター （平井道子〈渡辺美佐〉）             |                                               |                                               |
| マイロ                               |                                                       |                                                                      | サル・ミネオ （峰恵研）                             |                                               |                                               |
| シーザー                             |                                                       |                                                                      |                                                     | ロディ・マクドウォール （近石真介）           | ロディ・マクドウォール （近石真介）           |
| リサ                                 |                                                       |                                                                      |                                                     | ナタリー・トランディ （沢田敏子）             | ナタリー・トランディ （寺島伸枝〈岸本百恵〉） |
| コーネリアス（シーザーの息子）       |                                                       |                                                                      |                                                     |                                               | ボビー・ポーター （清水マリ）                 |
| オランウータン                       |                                                       |                                                                      |                                                     |                                               |                                               |
| ザイアス博士                         | モーリス・エヴァンス （熊倉一雄/大塚周夫/熊倉一雄）   | モーリス・エヴァンス （熊倉一雄）                                    |                                                     |                                               |                                               |
| ヴァージル                           |                                                       |                                                                      |                                                     |                                               | ポール・ウィリアムズ （滝口順平）             |
| マンデマス                           |                                                       |                                                                      |                                                     |                                               | リュー・エアーズ （八奈見乗児〈飯塚昭三〉）   |
| ゴリラ                               |                                                       |                                                                      |                                                     |                                               |                                               |
| アーサス将軍                         |                                                       | ジェームス・グレゴリー （今西正男/大塚周夫）                         |                                                     |                                               |                                               |
| アルドー将軍                         |                                                       |                                                                      |                                                     |                                               | クロード・エイキンス （相模太郎〈五王四郎〉） |

## 人間
「猿の惑星」の人間は、原始人を思わせる粗末な毛皮を身に付けているだけで、実質上は男女ともほぼ裸体である。言葉はまったく話せず、野蛮で知性を欠いた、文字通りの「獣」と化している。ほとんど家畜同様の扱いで、去勢やロボトミーなどをはじめとするさまざまな生体実験などの実験動物として利用されている。また、「野生」の人間を狩る「人間狩り」も、猿（主にゴリラ）たちの間では趣味として人気が高い。一方、一部の人間は核戦争後の放射線による影響から高い知能を持つミュータントと化しており、地下で長く潜伏しながら暮らしている。ミュータントたちは独自のテレパシー能力も持っており、『続』ではコバルト爆弾「アルファ・オメガ」を神として崇めている。
ジョージ・テイラー大佐
『猿の惑星』『続・猿の惑星』に登場。ANSA宇宙船・リバティー1（イカルス号）の船長で宇宙飛行士。厭世的で偏屈な性格から宇宙飛行に志願し、仲間と共に未来の地球へ到着する。猿が決して足を踏み入れない「禁断の地」において衝撃的な事実を知った後、恋人ノヴァと連れ立って砂漠を放浪中に奇怪な現象に遭遇し、真実を確かめるべくノヴァを残して崖の底に消える。後にミュータントたちによって捕らえられ、地下でノヴァやブレントたちと無事に再会する。猿軍との交戦中、起動されたアルファ・オメガの発射を阻止しようと奮闘するが、ノヴァとブレントを立て続けに失ったうえに自身もアーサスの銃撃で被弾して瀕死の重傷を負い、最後はすべてに絶望して死の間際にアルファ・オメガの発射装置を作動させた。
ジョン・クリストファー・ブレント少佐
『続・猿の惑星』に登場。テイラーと同じく、ANSA所属の宇宙飛行士でニューヨーク出身。行方不明となったテイラー隊の救難のために打ち上げられた、宇宙船・リバティー2の搭乗員（当初は船長のドノバン・マドックス大佐〈演 - トッド・アンドリュース〉も無事であったが、彼はまもなく死亡した）。テイラーと別れた後のノヴァと出会い、地下で彼との再会を果たした。ミュータントたちを掃討して地下を制圧した猿軍がミュータントに起動されたアルファ・オメガを粗雑に扱い、爆発させかねない状況を見て反撃を開始し、アーサスを射殺するなど奮戦したものの、最後は大勢のゴリラ兵士達による掃射を浴びて死亡した。
ノヴァ（ノーバとも）
『猿の惑星』『続・猿の惑星』に登場。原始的な若い人間女性で、テイラーに気に入られて「ノヴァ」の名前を与えられ、行動を共にする。テイラーと近しくなって彼の名前を呼べるようになった直後、ゴリラ兵士に銃殺された。
ルイス・ディクソン博士
生物学者。コーネリアスとジーラに対して終始好意的。
スティービー・ブラントン博士
生物学者。ディクソンの友人で、彼同様にジーラとコーネリアスに対し好意的。
アルマンド
コーネリアスとジーラに理解を示す、サーカス団の団長。コーネリアス夫妻から息子を託されて匿う。夫妻の死後は自らの手でマイロを育てていたが、興行の宣伝のために訪れた都市でふとしたことから管理派に目を付けられてしまう。
オットー・ハスライン博士（ハスレイン博士とも）
合衆国大統領科学顧問を務める物理学者。公聴会におけるコーネリアス夫妻の発言から、未来の猿たちが人類の味方ではないことを察知し、地球の終末を聞き出したことで、猿が支配者になった未来の地球がわずか2000年で滅亡すると知ると、知的な猿の存在が地球の滅亡に直結した可能性に思い当たり、将来猿の指導者になりうるコーネリアス夫妻を子孫共々抹殺しようと目論む。
ブレック知事
人間が猿を奴隷同然に扱っていた時代の、北米の大都市の白人知事。今は亡きハスライン博士の残した資料から猿たちの力を恐れており、猿を徹底的に人間の管理下に置こうと目論む。オークションで購入したシーザーを、「言葉が分かる猿」と知るや処刑しようとするが、猿管理局局員マクドナルドの手引きと、咄嗟にそれを察知したシーザーの巧妙な演技によって失敗してしまい、監視の目から逃してしまう。密かに生き延びていたシーザーの指揮で引き起こされた猿の反乱に対し、戒厳令を布告して鎮圧しようとしたが、対応の遅れとシーザー側の入念な準備により大敗を喫し、逆に執務室まで攻められて捕らえられる。のちに、核戦争による放射線障害のため死亡した。
マクドナルド（兄）
猿管理局局員。黒人出身でブレック知事の側近。猿の運命を黒人の歴史と重ねているため、猿が奴隷化されることには批判的である。シーザーが生き延びる手引きをしたが、彼が起こした反乱については否定する。
コルプ知事
ミュータント化した人間たちの指導者。『猿の惑星・征服』ではブレックの側近として、人間に歯向かう猿たちへの処罰を行なっていた。反乱を世界に波及させて人類社会を滅ぼした猿たちへの強い憎悪に凝り固まっており、核戦争で廃墟と化した都市の地下で、他のミュータントたちを率いてシーザーの村へ侵攻する。しかし、シーザーの戦略で撃退され敗退しているところをアルド―に襲われ射殺される。
マクドナルド（弟）
『猿の惑星・征服』に登場したマクドナルドの弟でシーザーの良き理解者。猿と共存する人間の代表者として、シーザーを補佐する。

## チンパンジー
チンパンジーは、緑色の背広と茶色のズボンを履いている。ゴリラやオランウータンより発言力は小さいが、猿社会の頂点に君臨する。シリーズの制作当時は、チンパンジーと人間との遺伝距離は後年ほど知られていなかった。『征服』では、緑の囚人服を着せられて労働を強制されている。
コーネリアス
考古学者で、猿の文明の成立以前にいた者のことを研究している。人間に対して懐疑的ではあるが、婚約者のジーラと共にテイラーを匿い、心強い味方となる。テイラーと禁断の地の果てまで同行したが、結局は猿社会に戻り、ブレントにも同様に保護を与える。友人の天才マイロの助けでジーラと共にイカルス号に乗り、過去の地球へと亡命できたが、後に未来の真実を知った人間の権力者たちに追い回される形となり、無残にも射殺された。
ジーラ博士（ゼーラとも）
動物心理学者兼獣医で、人間をいかにして猿に近づけるかを研究している。その為、非常に進歩的な思想を持っており、保守的なオランウータンや好戦的なゴリラたちから目の敵にされている。コーネリアスよりも人間寄りの考え方で、テイラーやブレントにも一定の理解を示す。過去の地球への亡命後にコーネリアスの子を出産したが、自分たちの抹殺をもくろむ人間たちから逃げ回る中、夫婦ともども射殺された。
マイロ
アマチュア科学者兼発明家で、コーネリアス・ジーラ夫妻の知人。後に夫妻と共に自ら修理したイカルス号に乗り、過去の地球へ到着する。研究所の檻に入れられた後、ここが過去の地球であることや、人間が高度な文明の担い手であった仮説が正しかったことをコーネリアスに告げるが、自分たちの知る未来情報が人間たちの恐怖心を刺激することをも予見しており、夫妻と示し合わせて「言葉を知らない」チンパンジーとして振る舞うように忠告する。しかし、「動物」としての扱いに耐えられなくなったジーラが言葉を話したうえ、そのことについて夫妻と口論中、隣の檻にいた「普通の」ゴリラに襲われ、そのまま絞め殺されてしまう。ほとんど活躍の場はなかったとはいえ、その優秀な人物像は湖畔に沈んでいたイカルス号を修理して宇宙飛行を達成したことや、夫妻が息子にマイロと名付けたことで示されている。
シーザー
コーネリアスとジーラの息子。当初は両親から「マイロ」と名付けられたが、まもなく両親が死亡したために本人は知る由もなく、人間から辞書を差し出され、指差した単語を名前とすると決められたときに、自ら「シーザー」を指差して新たな名とした。猿の中で唯一人語を理解し、話すことができる。知略と統率力と行動力に溢れ、理知的で穏健な思考の持ち主。なお、反乱のために仲間を集める際には、言葉を使わずに呼びかける超常的な描写が見られる。フレッグやコルプからカエサルと同名であることを指摘され、「（信頼する部下の）ブルータスに殺された男だとも知らない癖に（そんな名前を名乗るとは）」と揶揄されている。チンパンジーの割には腕っぷしが強い方で、アルドーが唯一恐れる男でもある。
リサ
シーザーの妻。シーザーを支え、人間と猿の調和社会を築こうとするも、アルドーや別の場所で生き残ったコルプたち人間の侵略の間で翻弄される。
コーネリアス（シーザーの息子）
シーザーの息子。両親やヴァージル、マクドナルド（弟）らの教育で指導者に相応しく成長しつつあったが、樹上からアルドーらの密議を盗み聞きしたところを見つかってしまい、掴まっていた枝をアルドーに剣で切り落とされ、転落死した。

## オランウータン
オランウータンは、オレンジ色のスーツを着ている。理知的な判断を貴ぶ性情の為か、インテリかつハト派として振る舞う事が多く、猿社会の調整役として描かれている。『征服』では登場シーンは少ないが、黄色い囚人服を着せられて労働を強制されている。
ザイアス博士（ゼイウスとも）
ザイアス議長。科学庁長官で保守的な指導者層の一人であったが、禁断の地に、より高度な知能に変化した人類文明が存在していたことを知っており、そのためにさまざまな隠蔽工作を図るも、結局はテイラーの行動力と、彼の2重３重の罠の前にあえなく頓挫した。一方、続編では急速に力をつけたウルサス将軍を排除することができなかった。以上のように老獪ではあるが、本質的には剛毅な傑物として描かれている。ラストはテイラーの発動した最終兵器、コバルト60爆弾(アルファオメガと言われるコバルト27をウラン、プルトニウム等の核分裂時に混ぜ、生成されたコバルト60を拡散させ放射能除去不能な汚い核爆弾)の起爆によって地球とともに滅んだ。
ヴァージル
シーザーの友人で哲学者。あらゆる知識に精通した博識なオランウータンで、シーザーの良き補佐役として活躍するが、腕っ節はあまり強くない。
マンデマス
銃火器の管理人をしている頑固一徹なオランウータン。（相手がシーザーでも）良識的な者にしか武器を貸さない信念の持ち主であったが、アルドーの実力行使で武器を奪われる結果となる。

## ゴリラ
シリーズ作中でのゴリラは、粗暴で権力欲の強いタカ派の軍人として描かれている（なお、現実のゴリラは温和かつ繊細な性質である）。革製の黒いベストを着ており、主に棍棒とリボルバー式拳銃を携行している。『猿の惑星』と『続』では、木製の実包でカスタマイズされたM1ガーランド・マドセンM50に加え、石製の大砲で武装していた。『征服』では、オレンジの囚人服を着せられて労働を強制されている。
アーサス将軍
猿の軍隊の指揮官。「猿は猿を殺してはならない」の掟を（渋々ながらではあるが）守る好戦的な軍人で、実質的に猿社会の兵権を完全掌握している。猿社会に起こり始めていた食料問題の解決策を禁断の地に求めようと侵攻し、ミュータント化した人間たちを掃討する。
アルドー将軍
常に力づく以外での解決手段を好まない粗野な軍人。
猿が人間を殺さず共に共存して暮らすことに納得できず、部下たちを扇動してシーザーへのクーデターを企てるが、彼の息子のコーネリアスに密議の内容を聞かれたため、「猿は猿を殺してはならない」の掟を破り、彼を殺害した。ミュータント化した人間たちとの戦争に勝利した直後にその事実が発覚し、憤激したシーザーに追い詰められて粛清された。因みに『新』でシーザーの父のコーネリアスが語った、猿たちの救世主（最初に人間に抵抗した猿）と同名である。